# Banchieri Énekegyüttes (Banchieri Singers)
A Banchieri Énekegyüttes 1988-ban történt megalakulása óta a régi és kortárs "a capella" zene egyik legfiatalabb és legtehetségesebb  előadóiként vált ismertté Magyarországon, Európában és Japánban. A "Kodály Zoltán zenepedagógiai módszer" világszínvonalú oktatásáról híres nyíregyházi Kodály Iskolában kezdték zenei tanulmányaikat, ahol a Szabó Dénes - Kossuth-díjas karnagy - vezette Cantemus Gyermekkórusban énekeltek.
Európa legrangosabb nemzetközi versenyein és fesztiváljain nyertek díjakat és arattak elismerést. Japánban a Kodály-módszer egyik legeredetibb képviselőiként rendszeresen adtak koncerteket és tartottak mesterkurzusokat.
Pályájuk során a társas éneklés legnevesebb előadóiként számontartott angol King's Singers (Jeremy Jackman, Alastair Thompson, Grayston Ives) és Tallis Scholars (Sally Dunkley, Francis Steele), valamint Capella Pratensis (Rebecca Stewart) együttesek énekeseivel tartottak mesterkurzusokat Bécsben, Londonban, Budapesten, Szombathelyen és Nyíregyházán.
Magyar és japán kortárs zeneszerzők rendszeresen írtak műveket az együttes számára. A megjelent hét CD lemezükön és koncertjeiken a reneszánsz zenétől, a kortárs komoly és könnyed művekig repertoárjuk széles skáláját mutatták be.
1996-ban jelent meg első lemezük "Banchieri Singers" címmel, majd 1998-ban a reneszánsz motettákat és madrigálokat tartalmazó "Musica" és a kortárs komoly és könnyűzenei "Liliomdal". Negyedik CD lemezük a legendás Illés együttes dalainak átiratából - "Az Illés szekerén" címmel - 1999-ben készült el. 2001 augusztusában "East & West" címmel jelentettek meg hangfelvételt, mely reneszánsz egyházi műveket és japán népdal valamint könnyűzenei átiratokat tartalmaz. 2002 áprilisában készült el hatodik CD lemezük "L'anima Spiro" címmel, melyen reneszánsz motetták és madrigálok hallhatók. 2003-ban jelentették meg "Masterpiece" címmel legújabb lemezüket, mely az "a capella" zene könnyedebb hangvételű műveiből ad ízelítőt.
2003-ban az ARTISJUS Magyar Szerzői Jogvédő Iroda, a kortárs zeneművek tolmácsolásában kifejtett tevékenységéért előadóművészeti díjjal jutalmazta az együttest.
A Banchieri Énekegyüttes megalakulásától kezdve tudatosan vállalja Kodály Zoltán szellemi örökségét és zenepedagógiájának népszerűsítését. Munkájukkal azt szerették volna elérni, hogy a társas éneklésnek ezt a formáját mindenki számára élvezhetővé és népszerűvé tegyék. Ezért választották ars poeticául névadójuk, Adriano Banchieri gondolatát:
"A komoly, drámai művek mellett az embernek szüksége van vidámságra, könnyű szórakozást nyújtó darabokra is. Csináld jól az egyiket és élvezd a másikat."

## Tagok
- Tagok 1988-1994: Nagyváti Zsolt (kontratenor), Leányvári László (kontratenor), Szabó Soma (tenor), Marik Sándor (bariton), Rohály Tibor (bariton), Pálinkás Róbert (basszus)
- Tagok 1994-2000: Nagyváti Zsolt (kontratenor), Leányvári László (kontratenor), Szilágyi Szilárd (tenor), Szabó Soma (bariton), Rohály Tibor (bariton), Nagy Gábor (basszus)
- Tagok 2000-2008: Földesi Ildikó (szoprán), Major Olga (mezzoszoprán), Leányvári László (kontratenor), Szilágyi Szilárd (tenor), Szabó Soma (bariton), Nagy Gábor (basszus)

## Diszkográfia
| 1. Adriano Banchieri: Contrapunto bastiale alla mente 1. Orlandus Lassus: Bon jour et puis 2. Orlandus Lassus: Paisible demaine 3. Orlandus Lassus: Im Mayen 4. Hans Leo Hassler: Feinslieb du hast mich g'fangen 5. Arnold von Bruck: So trinken wir alle 6. Pierre Passereau: Il est bel et bon 7. Orlandus Lassus: Toutes les nuitz 8. Orlandus Lassus: Dessus la marche D'aras 9. Orlandus Lassus: Bon jour mon coeur 10. Juan Encina: Fata la parte 11. Juan Encina: Cucu 12. Josquin des Prez: Petite camusette 13. Josquin des Prez: El grillo 14. Josquin des Prez: Baises moy 15. Carlo Gesualdo: Languisce al fin 16. Giaches de Wert: Orsi rallegri il cielo 17. Farkas Ferenc: Vallon szerenád 18. Farkas Ferenc: Hajnal-nóta 19. Farkas Ferenc: Alkony 20. Orbán György: Mint mellékdal 21. 22. Japanese folk song: arranged by Hiroshi Ishimaru, Szabó Soma - Aizu Bandai San 22. Archie Jordan: arranged by Brian Kay - It was almost like a song 23. James Taylor: arranged by Simon Carrington - That Lonesome Road 24. Randy Newman: arranged by Simon Carrington - Short People 25. Randy Newman: arranged by Richard Rodney Benett - Dayton Ohio 26. Christine Jordanoff: arranged by Szabó Soma - Appalachian Suite |  |
| |  |
| BANCHIERI SINGERS Producers & Directors: Sumio & Fukiko Gotoda Recording Engineers: Tamás Baranya & András Turcsán Recording Places: Minorita Church, Nyírbátor 1996. |  |

| 1. Orlandus Lassus: Musica 1. Orlandus Lassus: Cantate Domino 2. Jacob Regnart: Nunc dimittis 3. Carlo Gesualdo: Ave Regina 4. Costanzo Porta: Sub tuum praesidium 5. Clemens non Papa: Ave Maria 6. Clemens non Papa: Longuir me fais 7. Josquin des Prez: Vous l’airez 8. Josquin des Prez: Ma bouche rit 9. Nicolas Gombert: Amy souffrez 10. Orlandus Lassus: Chanter je veux 11. Orlandus Lassus: Miser 12. Jacobus Arcadelt: Il bianco e dolce cigno 13. Giovanni Gastoldi: Bellissima Mirtilla 14. Philippe Verdelot: Dormend un’giorno 15. Philippe Verdelot: Italia mia |  |
| |  |
| BANCHIERI SINGERS - MUSICA Producers & Directors: Sumio & Fukiko Gotoda Recording Engineers: Tamás Baranya & András Turcsán Recording Places: Catholic Church, Vállaj ,1997. jul. Music director: Banchieri Singers - Hungary |  |

| 1. Japanese folk song: arranged by Ishimaru, Soma Szabó - Aizu bandai san 2. Japanese folk song: arranged by Grayston Ives - Takeda no komoriuta 3. Japanese folk song: arranged by Wakamatsu - Saitara bushi 4. Japanese folk song: arranged by Wakamatsu - Toryanse 5. Japanese folk song: arranged by Wakamatsu - Otemoyan 6. Japanese folk song: arranged by Soma Szabó - Furusato 7. Miklós Kocsár: Liliomdal 8. Mátyás Seiber: Három limerick 9. Ferenc Farkas: arranged by Soma Szabó - Gyógyulóban 10. Hungarian folk song: arranged by Soma Szabó - Amott legel 11. Hungarian folk song: arranged by Szörényi-Bródy-Nógrádi Péter - Virágének 12. Péter Nógrádi: Vásári népballada 13. Zoltán Kodály: Esti dal 14. Welsh folk song: arranged by Grayston Ives - Migildi Magildi 15. English folk song: arranged by Gordon Langford - The Oak And The Ash 16. English folk song: arranged by Goff Richards - Dance To Thy Daddy 17. Peter Knight: I'm a Train 18. Freed Coots: arranged by Soma Szabó - You Go To My Head 19. Lennon-McCartney: arranged by Grayston Ives - I'll Follow The Sun 20. Lennon-McCartney: arranged by Bob Chilcott - Ob-la-di Ob-la-da |  |
| |  |
| BANCHIERI SINGERS LILIOMDAL Producers & Directors: Sumio & Fukiko Gotoda Recording Engineers: Tamás Baranya & András Turcsán Recording Places: TLS Music House, Nyíregyháza 1998. may. Music director: Banchieri Singers - Hungary |  |

| 1. NE GONDOLD - Szörényi Levente, Bródy János / arranged by - Nógrádi Péter 2. KÉGLI DAL - Szörényi Levente, Bródy János / arranged by - Szabó Soma 3. ÁTKOZOTT FÉLTÉKENYSÉG - Szörényi Levente, Bródy János / arranged by - Nógrádi Péter 4. AMIKOR ÉN MÉG KIS SRÁC VOLTAM - Szörényi Levente, Bródy János / arranged by - Nógrádi Péter 5. A SZÓ VESZÉLYES FEGYVER - Szörényi Levente, Bródy János / arranged by - Szabó Soma 6. KIS VIRÁG - Szörényi Levente, Bródy János / arranged by - Szabó Soma 7. KUGLI - Szörényi Levente, Bródy János / arranged by - Nógrádi Péter 8. LÁSS, NE CSAK NÉZZ - Szörényi Levente, Bródy János / arranged by - Nógrádi Péter 9. ELJÖTTÉL - Szörényi Levente, Bródy János / arranged by - Szabó Soma 10. MIÉRT HAGYTUK, HOGY ÍGY LEGYEN l- Illés Lajos, Bródy János / arranged by - Szabó Soma 11. TE KIT VÁLASZTANÁL - Szörényi Levente, Bródy János / arranged by - Nógrádi Péter 12. KÜLÖNÖS LÁNY - Szörényi Levente, Bródy János / arranged by - Szabó Soma 13. ELTÁVOZOTT NAP - Szörényi Levente, Bródy János / arranged by - Nógrádi Péter 14. VIRÁGÉNEK - Szörényi Szabolcs, Bródy János / arranged by - Nógrádi Péter 15. MÉG FÁJ MINDEN CSÓK - Szörényi Levente, Bródy János / arranged by - Szabó Soma 16. IGEN - Szörényi Levente, Bródy János / arranged by - Szabó Soma 17. GONDOLJ NÉHA RÁM - Szörényi Levente, Bródy János / arranged by - Nógrádi Péter 18. SZÍNES CERUZÁK - Szörényi Levente, Bródy János / arranged by - Szabó Soma 19. AZ ÉSZ A FONTOS - Szörényi Szabolcs, Bródy János / arranged by - Szabó Soma |
| ZIKKURAT KFT - http://www.zikkurat.hu |
| BANCHIERI SINGERS AZ ILLÉS SZEKERÉN Producer: Rosta Mária Recording places: TLS MusicHouse (Nyíregyháza) - 1999. april. Recording Engineer: Baranya Tamás Sampler programs: Turcsán András |

| 1. Thomas Tallis: Salvator mundi 2. Thomas Tallis: If ye love me 3. Thomas Luis de Victoria: Pastores loquebantur 4. Orlandus Lassus: Huc ades 5. John Mundy: Were I a King 6. Alonso Lobo: Versa est in luctum 7. Don Carlo Gesualdo: Recessit pastor 8. Don Carlo Gesualdo: Omnes amici 9. Giovanni Pierluigi da Palestrina:Sanctus (Missa Papae Marcelli) 10. Japanese folksong / Wakamatsu Masashi: Sendo kouta 11. Japanese folksong / Yamamoto Naozumi: Tanko bushi 12. Yasushi Akimoto / Akira Mitake / Takatomi Nobunaga:Kawa no nagare no yohni 13. Tokiko Iwatani / Kobsaku Dan / Takatomi Nobunaga: Kimi to itsumademo 14. Rokusuke Ei / Taku Izumi / Takatomi Nobunaga: Il yu dana 15. John Lennon-Paul McCartney: Yesterday 16. John Lennon-Paul McCartney: Honey pie |  |
| |  |
| BANCHIERI SINGERS EAST & WEST Producer: Fukiko and Sumio Gotoda Recording places: Roman Chatolic Church, Nyíregyháza 16. 03. 2001; TLS MusicHouse (Nyíregyháza) - 2001. may. Recording Engineer: Baranya Tamás and Turcsán András |  |

| 1. Thomas Morley: Now Is The Month Of Maying* 2. John Mundy: Were I A King 3. John Bartlet: Of All The Birds 4. Thomas Morley: No, no, no, no Nigella 5. John Dowland: Come Again* 6. Thomas Vautor: Mother I Will Have A Husband 7. Hans Leo Hassler: Feinslieb du hast mich g'fangen 8. Hans Leo Hassler: Ihr Musici, frish auf! 9. Hans Leo Hassler: Tanzen und springen 10. Orlandus Lassus: Huc ades 11. Giovanni G. Gastoldi: Amor Vittorioso 12. Don Carlo Gesualdo: S'io non miro 13. Don Carlo Gesualdo: Sospirava il mio core 14. Don Carlo Gesualdo: Omnes amici 15. Giaches De Wert: Valle, che de lamenti miei se piena 16. Giaches De Wert: Vox in Rama 17. Philippe De Rogier: Heu mihi Domine 18. G. P. da Palestrina: Sanctus - Missa Papae Marcelli 19. Tomás Luis de Victoria: Pastores loquebantur 20. Alonso Lobo: Versa est in luctum 21. Thomas Tallis: Salvator mundi 22. Orlando Gibbons: Drop Drop Slow Tears 23. Thomas Weelkes: Hosanna To The Son Of David * Performed by / közreműködik: Mónika Menydörgős (recorder / blokflöte) |  |
| |  |
| BANCHIERI SINGERS L'ANIMA SPIRO Producer: Szilárd Szilágyi Music Director: Soma Szabó Photos: Attila Balázs Art Director: Zsolt Nagyváti Recording places: Zoltán Kodály School, Nyíregyháza; TLS MusicHouse (Nyíregyháza) - 2002. april. Recording Engineer: Tamás Baranya & András Turcsán |  |

| 1. Irish folksong / Peter Knight: Londonderry Air 2. English folksong / Simon Carrington: My Love Is Like A Red Rose 3. Irish folksong / Daryl Runswick: She Moved Through The Fair 4. English folksong / Donald Cashmore: O Waly, Waly 5. Japanese folksong / Hideo Kobayashi: Kokiriko 6. Shuntaro Tanigawa / Terajima Naohiko / Szabó Soma: Nihongo no okeiko 7. Japanese folksong / Wakamatsu Masashi: Hanayome ningyo 8. Japanese folksong / Wakamatsu Masashi: Tawara no goro goro 9. Henry Work / Hideo Kobayashi: Grand Father’s Clock 10. George Gershwin / Szabó Soma: Summertime 11. Paul Drayton / Szabó Soma: Masterpiece 12. Randy Newman / Richard Rodney Benett: Dayton Ohio 1903 13. Andreas Edenroth: Chilli Con Carne 14. Sussman / Feldman / Manilow / Goff Richards: Copacabana 15. John Lennon / Paul McCartney / Paul Hart: Honey Pie 16. John Lennon / Paul McCartney / Bob Chilcott: Yesterday 17. John Lennon / Paul McCartney / Andrew Jackman: You’ve Got To Hide Your Love Away 18. John Lennon / Paul McCartney / Grayston Ives: Michelle 19. John Lennon / Paul McCartney / Grayston Ives: Obladi Oblada |  |
| |  |
| BANCHIERI SINGERS MASTERPIECE Producer: Szilárd Szilágyi Music Director: Soma Szabó Photos: Attila Balázs Art Director: Zsolt Nagyváti Recording places: TLS MusicHouse (Nyíregyháza) - 2003. april. Recording Engineer: Tamás Baranya & András Turcsán |  |

| Madrigal comedy 1. Thomas Morley: Sing we and chant it 2. Hans Leo Hassler: Feinsheb du hast mich gfangen 3. Hans Leo Hassler: Ach weh des Leiden 4. Christoph Demantius: Ungarishe Heerdrummel – Fragment 5. John Dowland: Come again 6. Arnold von Bruch: So trínken wir alle 7. Thomas Weelkes: Come Sirrah Jack 8. Orlandus Lassus: Matona mia cara 9. Juan del Encina: Cucu 10. Juan del Encina: Fata la parte 11. Michael Cavendish: Come gentle swain 12. John Bartlet: Of all the birds Renaissance Church Music 1. Orlando Gibbons: Drop,drop slow tears 2. William Byrd: ‘Tribue Domine 3. Alonso Lobo: Versa est in luctum 4. William Byrd: O salutaris hostia Entertaining Music 1. James Taylor: That Lortesome Road 2. Beatles-Bob Chilcott: Penny Lane 3. Beatles-Bob Chilcott: Yesterday 4. Illés-Nógrádi Péter: Ne gondold 5. Illés-Szabó Soma: Színes ceruzák 6. Illés-Szabó Soma: As ész a fontos 7. Rossini-Daryl Runswyck: The Barber of Scvilla Ouerture 8. Gershwin-Szabó Soma: Summertime 9. Rímsky-Korsakow-Szabó Soma: The Flight of the Bumble Bee 10. Randy Newman-Richard Rodney Bennet: Dayton Ohio 1903 |  |
| |  |
| Banchieri Singers 20th Anniversary Concert (2008) Live Recording Distributed by Banchieri Ltd. 2008 Made by ///VTCD Made in Hungary |  |